# Die Tageszeitung
A Die Tageszeitung (taz) nagy német napilap, szerkesztősége Berlinben található. 1978-ban alapították Nyugat-Berlinben öntudatos, baloldali, autonóm lapként. A lapkiadó die tageszeitung. Verlagsgenossenschaft eG. 1999 és 2009 között Bascha Mika volt a főszerkesztő, 2009 július közepe óta Ines Pohl.
Az újság példányszáma 56 572, ebből kereken 45 ezer előfizető. A taz országos napilap és hétfőtől szombatig jelenik meg. 1995. május 12-én (első német napilapként) a taz a lap teljes aktuális tartalmát hozzáférhetővé tette a világhálón. 2009. április 18-a óta az újság szombati számának melléklete a sonntaz.

## Külső hivatkozások
- die tageszeitung